# Пол Хенли
Пол Џејсон Хенли (енгл. Paul Jason Hanley; Мелбурн, 12. новембар 1977) је бивши аустралијски професионални тенисер који је наступао у конкуренцији парова. Најбољи пласман на АТП листи остварио је 6. новембра 2006. када је био пети тенисер света.

## Каријера
Освојио је укупно 26 титуле у дублу (од чега три мастерса) а наступио је у још 25 финала. Најбоље резултате на гренд слем турнирима остварио је у конкуренцији мешовитих парова где је играо два финала: на Вимблдону 2005. у пару са Татјаном Перебијнис и на Отвореном првенству Аустралије 2011. где му је партнерка била Јунг-Ђан Чан. У мушком дублу је стизао до полуфинала сва четири гренд слема.
Био је дугогодишњи члан дејвис куп репрезентације Аустралије са односом победа и пораза 8–2.
Освојио је златну медаљу у мушком дублу и сребрну медаљу у микс дублу на Играма Комонвелта 2010. у Делхију.
Кратак преглед резултата у каријери:
- почео је да игра тенис у раном узрасту
- прве фјучерсе у дублу освојио је 1998, два на домаћем тлу и један у Аустрији
- освојио је прву челенџер титулу у Холандији 2000.
- 2001. долази до своје прве АТП титуле на турниру у пољском Сопоту
- са сународником Вејном Артурсом током 2003. осваја четири АТП титуле
- завршио је на шестом месту у АТП трци мушких парова 2002.
- тријумфовао је на турнирима мастерс серије у Риму и Паризу 2003.
- освојио је пет титула током 2005. чиме је поновио успех из 2003.
- завршио је 2006. по први пут међу десет најбољих дубл тенисера заузевши седмо место
- освајао је најмање једну АТП титулу сваке године у периоду од 2003. до 2012.
- омиљена подлога му је била шљака а најбољи ударци сервис и форхенд

У августу 2014. објавио је да се повлачи из професионалног тениса.
Тренутно ради као тренер у тениском клубу Логанлеа у Аустралији.

## Приватни живот
Полови родитељи Џеј и Џуди поседују тениски центар у Аустралији. Има старијег брата, Стивена и старију сестру, Карен. Од хобија истичу се аустралијски фудбал, крикет, фудбал, рагби и скијање на води. Као дете, сањао је да заигра за клуб аустралијског фудбала Карлтон. Био је велики фан некадашње звезде аустралијског фудбала Харија Кјуела. Омиљени рок бенд му је INXS. Место за одмор из снова за њега су Малдиви. Највише воли јела кинеске кухиње.

## Гренд слем финала

### Мешовити парови: 2 (0–2)
| Исход     | Бр. | Година | Турнир        | Подлога | Партнерка          | Противници                        | Резултат         |
| --------- | --- | ------ | ------------- | ------- | ------------------ | --------------------------------- | ---------------- |
| Финалиста | 1.  | 2005.  | Вимблдон      | Трава   | Татјана Перебијнис | Мери Пирс Махеш Бупати            | 4–6, 2–6         |
| Финалиста | 2.  | 2011.  | ОП Аустралије | Тврда   | Јунг-Ђан Чан       | Катарина Среботник Данијел Нестор | 3–6, 6–3, [7–10] |

## Финала АТП мастерс 1000 серије

### Парови: 9 (3–6)
| Исход     | Бр. | Година | Турнир       | Подлога   | Партнер      | Противници                  | Резултат           |
| --------- | --- | ------ | ------------ | --------- | ------------ | --------------------------- | ------------------ |
| Победник  | 1.  | 2003.  | Рим          | Шљака     | Вејн Артурс  | Микаел Љодра Фабрис Санторо | 6–1, 6–3           |
| Финалиста | 1.  | 2003.  | Синсинати    | Тврда     | Вејн Артурс  | Боб Брајан Мајк Брајан      | 5–7, 6–7(5–7)      |
| Победник  | 2.  | 2003.  | Париз        | Тепих (д) | Вејн Артурс  | Микаел Љодра Фабрис Санторо | 6–3, 1–6, 6–3      |
| Финалиста | 2.  | 2004.  | Рим          | Шљака     | Вејн Артурс  | Махеш Бупати Макс Мирни     | 6–2, 3–6, 4–6      |
| Финалиста | 3.  | 2005.  | Индијан Велс | Тврда     | Вејн Артурс  | Марк Ноулс Данијел Нестор   | 6–7(6–8), 6–7(2–7) |
| Победник  | 3.  | 2006.  | Хамбург      | Шљака     | Кевин Улијет | Марк Ноулс Данијел Нестор   | 6–2, 7–6(10–8)     |
| Финалиста | 4.  | 2006.  | Торонто      | Тврда     | Кевин Улијет | Боб Брајан Мајк Брајан      | 3–6, 5–7           |
| Финалиста | 5.  | 2007.  | Хамбург      | Шљака     | Кевин Улијет | Боб Брајан Мајк Брајан      | 3–6, 4–6           |
| Финалиста | 6.  | 2007.  | Монтреал (2) | Тврда     | Кевин Улијет | Махеш Бупати Павел Визнер   | 4–6, 4–6           |

## Остала финала

### Тимска такмичења: 1 (0–1)
| Исход     | Бр. | Датум         | Турнир                               | Подлога | Партнери                                | Противници                                     | Резултат | Извор |
| --------- | --- | ------------- | ------------------------------------ | ------- | --------------------------------------- | ---------------------------------------------- | -------- | ----- |
| Финалиста | 1.  | 22. мај 2004. | Екипно првенство, Диселдорф, Немачка | Шљака   | Лејтон Хјуит Марк Филипусис Вејн Артурс | Николас Масу Фернандо Гонзалез Адријан Гарсија | 1–2      | [ 5 ] |